# خرده‌بورژوازی

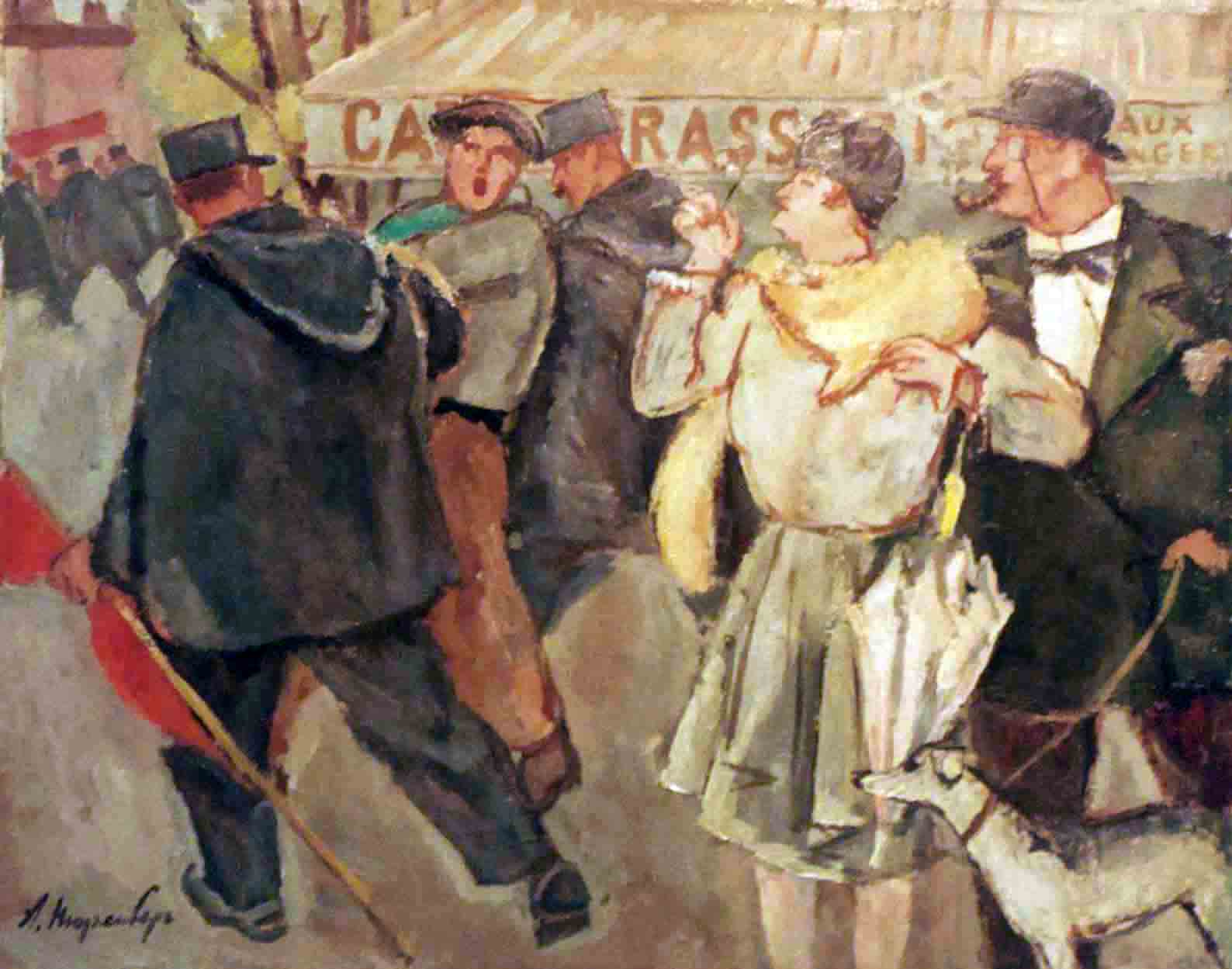
خوک‌های بورژوا، اثر آمشی نورنبرگ

خُرده‌بورژوازی (به فرانسوی: Petite bourgeoisie) به یک طبقهٔ اجتماعی گفته می‌شود که شامل دهقانان مستقل و بازرگانان کوچک می‌شود. این طبقه به طور کلی از مواضع سیاسی-اقتصادی بورژواهای بلندپایه تبعیت می‌کنند و سعی در تقلید از اخلاقیات بورژوایی و معرفی خود به آن بورژوا دارند.
خرده‌بورژوازی یک اصطلاح سیاسی-اقتصادی است و بر مبنای اصول ماتریالیسم تاریخی تعریف شده‌است. کارل مارکس و سایر نظریه‌پردازان مارکسیست از اصطلاح خرده‌بورژوا در اشاره به لایه‌ای از طبقه بورژوا استفاده می‌کردند. افرادی چون صاحبان فروشگاه‌ها، و کارگرانی که تولید و توزیع کالاها و خدمات را برای کارفرمایان بورژوای خود انجام می‌دهند در نظریات مارکسیستی از نمونه‌های خرده‌بورژوازی هستند.
این طبقه از نظر اقتصادی از طبقه پرولتاریا متمایز است، چون پرولتاریا برای بقا فقط متکی به فروش نیروی کار خود است. خرده‌بورژوازی از طبقه سرمایه‌دار کلان‌بورژوازی هم متفاوت است. کلان‌بورژواها مالک منابع تولید هستند و نیروی کار پرولتاریا را خریداری می‌کنند. البته خرده‌بورژواها هم ممکن است نیروی کار دیگران را خریداری کنند اما عموماً خودشان هم در کنار کارمندان خود به کار می‌پردازند.